# Pseudothecamoeba
Pseudothecamoeba – rodzaj ameb o niepewnej klasyfikacji należący do supergrupy Amoebozoa w klasyfikacji Cavaliera-Smitha.
Należą tutaj następujące gatunki:
- Pseudothecamoeba proteoides (Page, 1976) Page, 1988[2]